# 井上正利
井上 正利（いのうえ まさとし）は、江戸時代前期の譜代大名、江戸幕府寺社奉行。遠江横須賀藩第2代藩主、常陸笠間藩初代藩主。浜松藩井上家2代。

## 生涯
慶長11年（1606年）、徳川氏の家臣・井上正就の長男として誕生。母は市川氏。
寛永5年（1628年）、江戸幕府老中であった父正就が江戸城において旗本豊島信満によって殺害された。幕府からは相続を認められ、10月に遺領5万2500石のうち、弟・正義に5000石を分与し、遠江横須賀藩4万7500石を継ぐ。前領主大須賀氏らから続く城下の町整備を行い、父の菩提寺である本源寺（現・静岡県掛川市）を建立した。
慶安2年（1649年）、奏者番に任ぜられ、5万石をもって常陸笠間藩に転ずる。領内の検地や寺社の保護を行い、笠間城を改修するなど藩政の安定に努めた。
明暦4年（1658年）7月4日、寺社奉行に任ぜられる。在職時、老中・酒井忠清とはそりが合わず、隣家でもあった忠清の藩邸から何度か招かれたが、いずれも応じなかった。そのことから下手三味線とあだ名された。これは、忠清の官職である「雅楽頭（うたのかみ）」にかけて、歌にあわない、という意味である。寛文7年（1667年）12月18日、寺社奉行を辞職する。
寛文9年（1669年）6月、隠居し家督は長男の正任が継いだ。また、五男・正信に新田2000石、六男・正興に1000石がそれぞれ分与されている。
延宝3年（1675年）、死去。

## 系譜
父母
- 井上正就（父）
- 市川孫左衛門の娘 - 正室（母）

正室
- 鳥居成次の娘

子女
- 井上正任（長男）生母は正室
- 井上正信（五男）生母は正室
- 井上正興（六男）
- 植村家貞継室、生母は正室
- 青山幸実正室、生母は正室
- 森川重信正室
- 小出英利正室